# Jean-Luc Bleunven

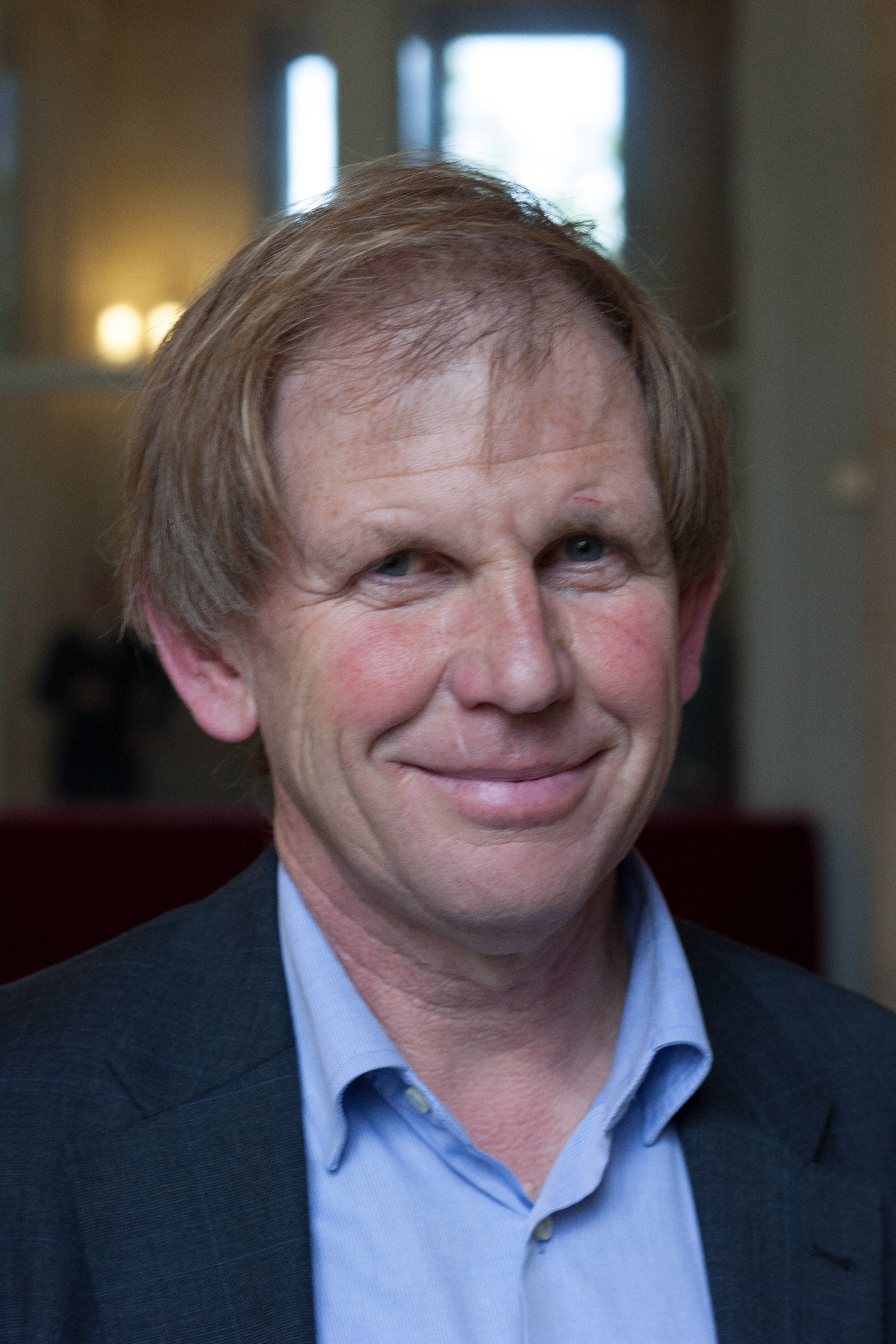
Bleunven 2012

Jean-Luc Bleunven (* 20. Dezember 1958 in Plabennec, Bretagne) ist ein französischer Politiker. Er ist seit 2012 Abgeordneter der Nationalversammlung.
Bleunven kehrte nach verschiedenen Aktivitäten in seinen Geburtsort Plabennec zurück, um dort als Landwirt zu arbeiten. Als solcher war er in der Landwirtgewerkschaft Confédération paysanne engagiert. Weitere ehrenamtliche Tätigkeiten animierten ihn 1985 zu einer erfolgreichen Kandidatur um einen Sitz im Gemeinderat von Plabennec. 2008 wurde er zum Bürgermeister der Gemeinde gewählt. Bei den Parlamentswahlen 2012 trat Bleunven als Divers gauche (parteiunabhängiger Linker) im dritten Wahlkreis des Départements Finistère an und zog neben der konservativen bisherigen Abgeordneten Marguerite Lamour und der Kandidatin der Grünen in die zweite Runde ein. Er profitierte vom Rückzug der Grünen und konnte sich in der zweiten Runde mit 52,3 % gegen Lamour durchsetzen.